# The Magnum Force
The Magnum Force – polska grupa muzyczna powstała w 2010 roku w Krotoszynie. Zespół prezentuje styl muzyczny zaliczany do post rocka progresywnego. Założycielem zespołu jest Piotr „Pepe” Pluta, który jest głównym kompozytorem i autorem tekstów. Początkowo był to projekt jednoosobowy.
W 2011 ukazało się pierwsze wydawnictwo zespołu „The Short Passage EP” wyprodukowane przez Piotrka Plutę. Po rozpoczęciu studiów we Wrocławiu zespół zasilili: Mateusz Dudek (gitara basowa) oraz Dariusz Lewalski (perkusja). Wkrótce potem do składu dołączył Mateusz Hryniewski, uzupełniając instrumentarium zespołu o drugą gitarę i klawisze. Pod koniec 2012 roku do składu dołączył Maciej Duszak zastępując tym samym na perkusji Dariusza Lewalskiego. Latem 2013 zespół The Magnum Force wszedł do studia zarejestrować materiał na swoją debiutancka płytę, której premiera przewidywana jest na rok 2014.

## Skład

### Obecni członkowie
- Piotr Pluta – wokal, gitara prowadząca
- Mateusz Hryniewski – gitara solowa, klawisze
- Mateusz Dudek – gitara basowa
- Maciej Duszak – perkusja

### Byli członkowie
- Dariusz Lewalski – perkusja (2010–2012)

## Dyskografia
- 2011 The Short Passage EP (premiera: 23/05/2011)[1]
- 2011 Underneath my bed (premiera: 23/11/2011)[2]

## Nagrody i wyróżnienia
Zespół był kilkakrotnie nagradzany, min:
- 2. miejsce na XXV Przeglądzie Wszyscy Śpiewamy na Rockowo w Ostrowie Wlkp.
- 3. miejsce w konkursie Reccover zorganizowanym przez KampusTV
- 2. miejsce na XXVI Przeglądzie Wszyscy Śpiewamy na Rockowo w Ostrowie Wlkp.
- 2 miejsce na przeglądzie Emergenza(edycja Wrocławska)